# Cádis (província)
Cádis é uma província da Espanha e uma das oito províncias que compõe a comunidade autónoma da Andaluzia.